# VfV Berlin 1899
VfV Berlin 1899 was een Duitse voetbalclub uit het Berlijn. 

## Geschiedenis
De club werd in 1899 opgericht als SC Teutonia Berlin 1899. In 1908 fuseerde de club met Berliner SC Hansa 01 en bleef de oorspronkelijk naam behouden. De club speelde van 1908 tot 1910 in de hoogste klasse van de Markse voetbalbond. Na de fusie van de grootste Berlijnse voetbalbonden in 1911 slaagde de club er niet meer in om op het hoogste niveau te spelen. 
In 1913 fuseerde de club met VfV Berlin en werd zo VfV Teutonia 1899. In 1933 fuseerde de club met BFC Alliance Columbia 08, dat ook al een fusieclub was en nam nu de naam VfV Teutonia Columbia 1899 aan, een jaar later werd dit VfV Berlin 1899. In 1944 werd de club opgeheven en niet meer heropgericht.